# Strófilas
Strófilas (en griego, Στρόφιλας) es un yacimiento arqueológico ubicado en una meseta junto a la costa occidental de la isla de Andros, Grecia. 
En esta área arqueológica se han hallado los restos de un asentamiento del periodo neolítico que estuvo fortificado. Se estima que su origen y máximo apogeo puede situarse entre 5000-3200 a. C.
Se trata de un asentamiento que gozó de una posición estratégica favorable en relación con las rutas de navegación entre las islas y el área continental de Grecia. En su contexto cronológico cuenta con características singulares como son el gran tamaño de sus edificios; la presencia de estructuras colectivas como una muralla, un santuario y un megaron y una alta calidad tecnológica en aspectos como la metalurgia, la construcción naval y la talla de piedras. De hecho, es muy destacable el hallazgo de representaciones en piedras de símbolos, barcos y figuras de personas y animales, algunas de una compleja iconografía.